# Diane Young
Diane Young is een nummer van de Amerikaanse band Vampire Weekend, van hun derde album Modern Vampires of the City. Het werd uitgebracht als de eerste single van het album, op 20 april 2013, door XL Recordings.

## Muziekvideo's
Een promotievideo voor de single, bijgenaamd official stream, verscheen op het VEVO-kanaal van Vampire Weekend op 18 maart 2013, en toont 900-series Saab die in brand staat tijdens de gehele song (een referentie naar de eerste twee lijnen van het nummer, "You torched a Saab like a pile of leaves/I'd gone to find some better wheels"). Volgens een interview met het radiostation The Peak, werd de video gefilmd in slechts vijf seconden, met een 1000 frames per seconden-camera. De echte videoclip werd op YouTube geplaatst op 3 juni. De video heeft een erg simpel concept en de plaatsing en houding van de personages (en het aantal, dertien) en omgeving lijkt gebaseerd te zijn op het beroemde schilderij "Het Laatste Avondmaal" van Da Vinci.

## Naam
Toen de single uitkwam, werd erover gespeculeerd of de naam kwam van iemand die echt bestond en bij één of meer bandleden bekend was, vooral toen een New Yorkse Diane Young gevonden werd. De band verklaarde echter dat de titel en het concept van het nummer een woordspeling is op "dying young", dus "jong doodgaan". De naam werd bedacht door zanger Ezra Koenig, die het erover had in een interview:

I had this feeling that the world doesn’t want a song called "Dying Young", it just sounded so heavy and self-serious, whereas ‘Diane Young’ sounded like a nice person’s name.Ik had het gevoel dat de wereld geen nummer wil genaamd "Dying Young" (= jong doodgaan), want het klonk zo zwaar en serieus, waar "Diane Young" klonk als een naam van een aardige persoon.
— Ezra Koenig

In het album heeft de band naast dit nummer nog een paar van dit soort woordspelingen geïntegreerd.